# Przełęcz pod Wilkowyją
 Przełęcz pod Wilkowyją – przełęcz na wysokości 724 m n.p.m., w południowo-zachodniej Polsce, w Sudetach Zachodnich, w Rudawach Janowickich.

## Położenie
Przełęcz położona w południowo-wschodniej części Rudaw Janowickich, w bocznym ramieniu odchodzącym od głównego grzbietu, od Bobrzaka w kierunku wschodnim. Oddziela Wilkowyję od Bukowej.

## Fizjografia
Szeroka i płytka przełęcz górska wyraźnie rozgraniczająca dwie kulminacje bocznego grzbietu Rudaw Janowickich – Wilkowyję i Bukową.

## Budowa geologiczna
Przełęcz znajduje się w strefie kontaktu skał metamorficznych wschodniej osłony granitu karkonoskiego ze skałami osadowymi niecki śródsudeckiej. Na zachodzie, zbocza Wilkowyji zbudowane są z rozmaitych łupków: aktynolitowych, kwarcowo-chlorytowo-albitowych, łupków chlorytowo-węglanowych, natomiast na wschodzie, zbocza Bukowej z brekcji i zlepieńców, podrzędnie piaskowców wieku dolnowizeńskiego.

## Roślinność
Na północ od przełęczy rozciągają się łąki, schodzące do wsi Czarnów. Południowe stoki porastają dolnoreglowe lasy świerkowe.

## Ochrona przyrody
Przełęcz znajduje się na obszarze Rudawskiego Parku Krajobrazowego.

## Turystyka
Przez przełęcz prowadzą szlaki turystyczne:
- Bukowiec – Rozdroże pod Bobrzakiem – Wilkowyja – Szarocin (Główny Szlak Sudecki im. dra Mieczysława Orłowicza)
- Skalnik – Czarnów – Rozdroże pod Bobrzakiem – Wilkowyja – Pisarzowice (Europejski Szlak E3)

Z rejonu przełęczy rozciągają się panoramy na południową część Rudaw Janowickich oraz Karkonosze i Wzgórza Bramy Lubawskiej.